# Koonwarria
Koonwarria es un género extinto de peces actinopterigios prehistóricos. Fue descrito por Waldman en 1971.
Vivió en Australia.